# Kedestes callicles
Kedestes callicles là một loài bướm ngày thuộc họ Hesperiidae. Nó được tìm thấy ở KwaZulu-Natal, Swaziland, Transvaal, Mozambique và Zimbabwe.
Sải cánh dài 27–29 mm đối với con đực và 31-33 đối với con cái. Con trưởng thành bay từ tháng 11 đến tháng 4 (với cao điểm từ tháng 2 đến tháng 3). There is one extended generation per year.

## Hình ảnh

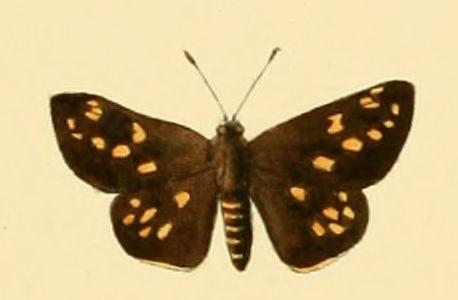